# Valter Chrintz
Valter Chrintz, född 26 april 2000 i Åhus, är en svensk handbollsspelare (högersexa).

## Klubbkarriär
Valter Chrintz startade sin handbollskarriär i Åhus Handboll, där han spelade fram till året 2012. Då bestämde sig Chrintz för att han skulle ta nästa steg i sin spelarkarriär och börja spela för IFK Kristianstad. Där spelade han några år i ungdomsverksamheten för att sedan ta sig vidare upp i IFK Kristianstads A-lag år 2017. I sin debut med IFK Kristianstad gjorde han fyra mål och blev utsedd till matchens lirare. Den 15 september 2018 gjorde han sin debut i Champions League mot HK Mjasjkoŭ Brest och gjorde fem mål den matchen. I december 2018 förlängde han sitt kontrakt med IFK Kristianstad.
Sommaren 2020 började han spela för Füchse Berlin. Under sin första säsong tog han och laget silvermedalj i EHF European League. 2022/23 vann laget guld i EHF European League, dock utan Chrintz som rehabiliterade sig efter en korsbandsskada som han drabbades av den 11 november 2022. Efter den långa skadeperioden blev han i mars 2024 utlånad till VfL Potsdam i 2. Bundesliga för resten av säsongen. Bara fyra matcher efter comebacken ådrog han sig en korsbandsskada igen på samma knä.

## Landslagskarriär
År 2018 blev Valter Chrintz uttagen till det svenska U19-landslaget och fick möjlighet att spela U18-EM 2018. Sverige slutade som segrare i turneringen efter en vinst med 32–27 mot Island och Valter Chrintz utsågs till turneringen bästa högersexa och fick därför ta plats i all-star teamet tillsammans med lagkamraten Fabian Norsten.
Den 12 mars 2019 meddelade fördbundskapten Kristján Andrésson att Valter Chrintz skulle representera Sverige och spela med A-landslaget i dubbelmötet mot Norge. Han blev då den första spelaren född på 2000-talet att få spela i det svenska A-landslaget. Han har sedan dess både deltagit vid EM 2020 och varit med och tagit VM-silver 2021. Vid EM 2022 blev han inkallad efter coronasmitta i truppen och fick vara med och ta EM-guld. VM 2023 missade han på grund av en korsbandsskada.

## Meriter

### Klubblagsmeriter
- EHF European League:
  -  2023 med Füchse Berlin
  -  2021 med Füchse Berlin
- Handbollsligan:
  -  2018 med IFK Kristianstad

### Landslagsmeriter
- Guld vid U18-EM 2018
- VM-silver 2021
- EM-guld 2022